# Ostra
Pour les articles homonymes, voir Ostra (homonymie).
Ostra est une commune italienne d'environ 6 515 habitants, située dans la province d'Ancône, dans la région Marches, en Italie centrale.

## Administration
| Période                                  | Période     | Identité            | Étiquette | Qualité |
| ---------------------------------------- | ----------- | ------------------- | --------- | ------- |
| 14 juin 1999                             | 8 juin 2009 | Lorenzo Cioccolanti |           |         |
| 27 mai 2019                              | En cours    | Federica Fanesi     |           |         |
| Les données manquantes sont à compléter. |             |                     |           |         |

### Hameaux
Casine, Molino Collina, Pianello, San Giovanni, San Gregorio, San Martino, Santa Maria Apparve, Sant'Ubaldo Pozzuolo, Vaccarile

### Communes limitrophes
Belvedere Ostrense, Corinaldo, Montecarotto, Ostra Vetere, Senigallia, Trecastelli